# Boat (singolo)
Boat è un singolo del cantante britannico Ed Sheeran, pubblicato il 21 aprile 2023 come secondo estratto dall'ottavo album in studio -.

## Descrizione
Si tratta della traccia d'apertura del disco nonché la prima realizzata da Sheeran per lo stesso. Il testo affronta il tema della depressione e fa uso della barca come metafora per tentare di tenere a bada l'acqua.

## Video musicale
Il video, reso disponibile nel medesimo giorno di uscita del singolo, è stato diretto da Mia Barnes e mostra Sheeran tra le onde su una spiaggia britannica.

## Tracce
1. Boat – 3:05

## Classifiche
| Classifica (2023) | Posizione massima |
| ----------------- | ----------------- |
| Australia         | 48                |
| Canada            | 71                |
| Irlanda           | 21                |
| Nuova Zelanda     | 23                |
| Paesi Bassi       | 86                |
| Regno Unito       | 15                |
| Stati Uniti       | 120               |
| Svezia            | 69                |
| Svizzera          | 35                |